# Église Saint-Martin de Louzac
Pour les articles homonymes, voir église Saint-Martin.
L’église Saint-Martin est l'église paroissiale du bourg de Louzac, commune associée de Louzac-Saint-André, dans le département français de la Charente. Elle appartient au diocèse d’Angoulême.

## Histoire
L'église Saint-Martin a été construite à la fin du XIIe siècle.
L'église été restaurée à plusieurs reprises les dernières fois en 1858, puis en 1878 avec le voûtement d'une chapelle et de la nef en 1892.
Elle fait l’objet d’une inscription au titre des monuments historiques depuis le 5 décembre 1991.

## Architecture
C'est une église romane à un vaisseau, à nef voûtée couverte en arc segmentaire en brique et coupole sur pendentifs dans la travée sous clocher. La chapelle gauche est à voûte d'ogives.
Les chapiteaux du portail sont sculptés ainsi que son archivolte et un modillon en façade.

## Mobilier
La cloche datée de 1607 fait l’objet d’une inscription au titre objet des monuments historiques depuis 1991.

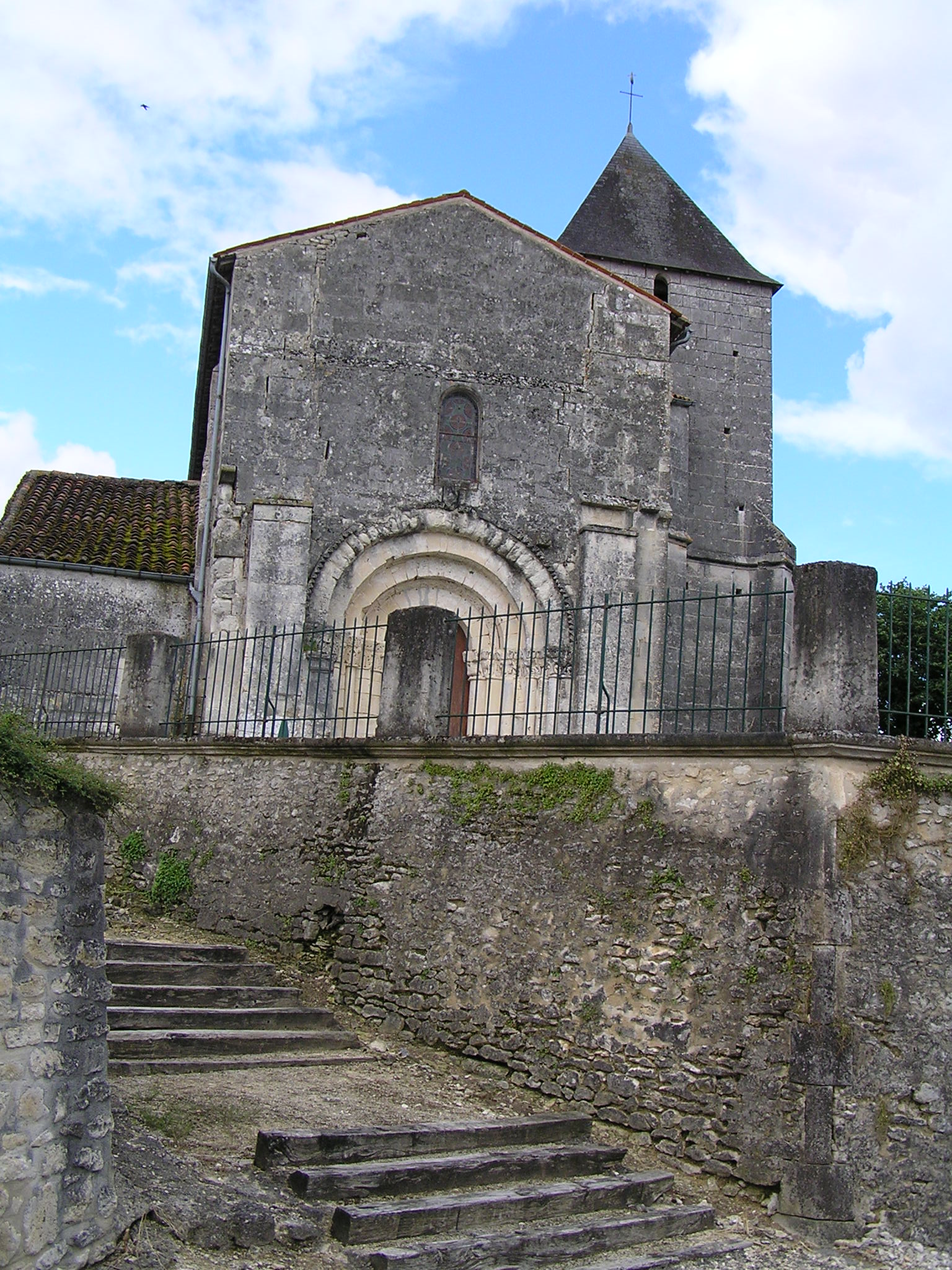
L'escalier et la façade
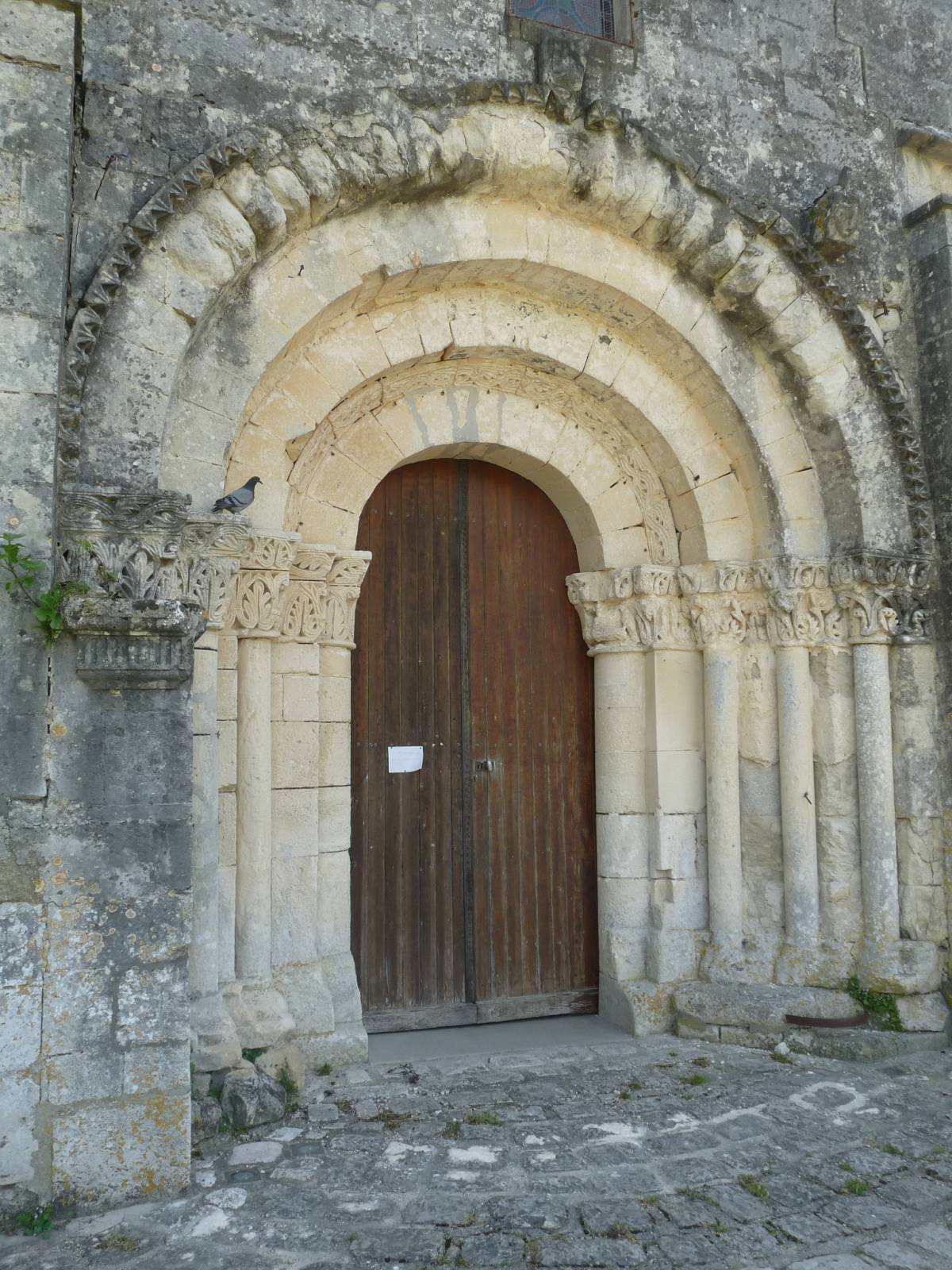
Le portail
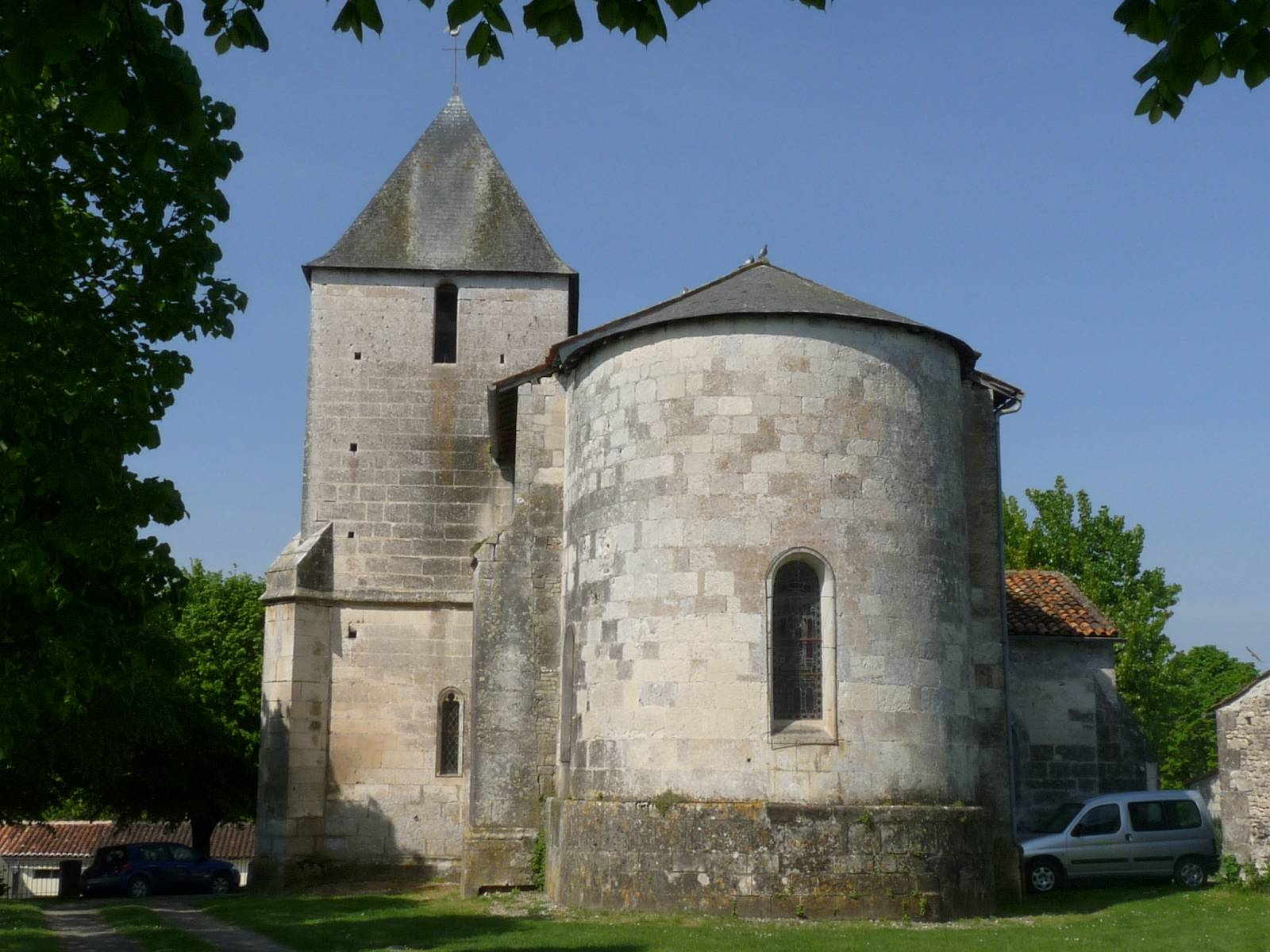
Le clocher et l'abside

## Graffiti
D'après le Groupe de Recherches Archéologiques et Historiques Tolvère (GRAHT), entre 500 et 1000 graffiti sont présents sur les murs de l'église Saint-Martin. Les plus anciens remontent au XIIe siècle et ont pour certains été réalisé par les artisans participant à la construction de l'édifice. Les plus récents datent du XIXe siècle. Les bâtisseurs ne sont pas les seuls à avoir laissé leurs traces sur les murs du monuiment. Le graffiti le plus présent à Saint-Martin de Louzac est sans conteste la croix, laissé en nombre important par les pèlerins de Saint-Jacques-de-Compostelle. En effet, l'église est située sur un itinéraire secondaire.
Croix mises à part on retrouve des motifs et des sujets variés parfois très élaborés: mains, angelot, coquilles Saint-Jacques, pas de pèlerin ou encore pèlerins eux-mêmes.